# Heilanstalt Kennenburg

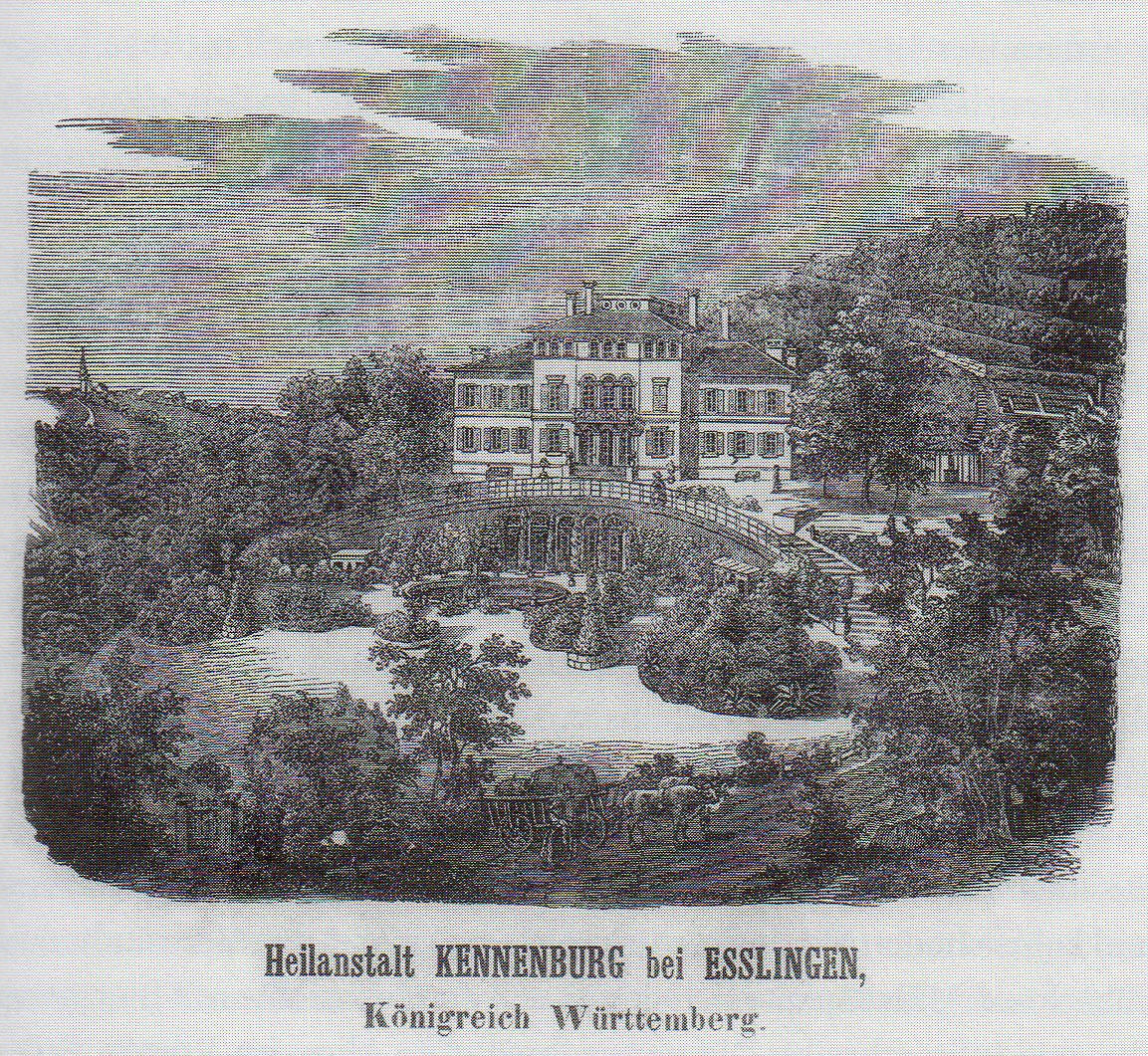
Heilanstalt Kennenburg, Holzstich 1875

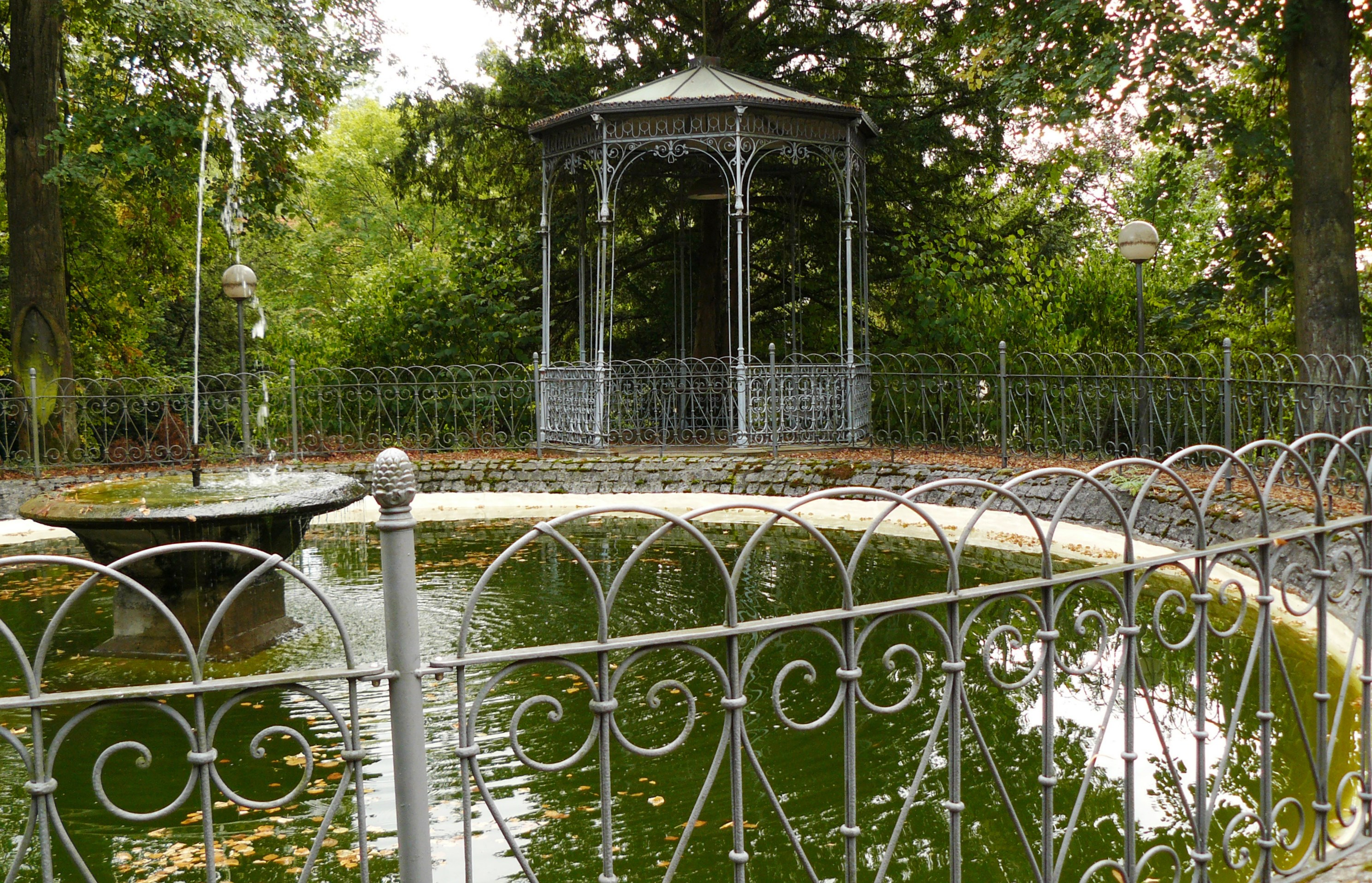
Wasserbassin und Pavillon in Kennenburg

Die private Heilanstalt Kennenburg befand sich im heutigen Ortsteil Kennenburg in der Gemeinde Esslingen am Neckar.

## Geschichte
Ursprünglich am Stadtrand oberhalb des Hainbachtals gelegen, bestand der Ort zunächst wohl nur aus der Heilanstalt Kennenburg, die 1840 als Kaltwasser-Heilanstalt für wohlhabende Bürger gegründet wurde.
Fünf Jahre später war dieses Unternehmen allerdings bankrott und die Anlage – im italienischen Renaissancestil erbaut – wurde zu einer Heilanstalt für Nerven- und Gemütskranke umgewandelt. 

### Die Jahre 1845 bis 1875
Die Brüder Friedrich und Adolph Stimmel kauften 1845 die Anstalt, die ab 1849 vom Arzt Friedrich Stimmel allein geleitet wurde. Neben Einrichtungen zur Hydrotherapie gab es einen separaten, ab 1848 erweiterten Zellentrakt mit Einzelzellen, einen sogenannten "Tobhof" mit Bäumen und im Hauptgebäude Einzelzimmer für die Patienten beiderlei Geschlechts. Als Stimmel 1858 im Alter von 38 Jahren plötzlich verstarb, führte seine Frau die Anstalt weiter, bis die Königliche Aufsichtskommission ihr die Weiterführung 1875 wegen gravierender Missstände untersagte.
Prominente Patienten dieser Anstalt waren z. B. 1852/53 sowie 1871 Robert Mayer. Als Assistenzarzt in Kennenburg betreute der Bruder des späteren Esslinger Oberbürgermeisters Max von Mülberger, Arthur Mülberger, für einige Monate im Jahre 1871 Robert Mayer. Arthur Mülberger war als Arzt und gesellschaftspolitischer Schriftsteller unter anderem mit dem französischen Sozialisten Édouard Vaillant befreundet. Der 1863 auf der Bühne verunglückte Tenor Friedrich Young, verheiratet mit der Tänzerin Lucile Grahn und Bruder des Malers Eduard Young, kam wegen der Spätfolgen der schweren Kopfverletzungen nach Kennenburg, wo er 1884 verstarb.

### Die Jahre 1876 bis 1907
Im Dezember 1875 erwarb der Arzt Paul Landerer (1843 bis 1915) die Liegenschaft und erhielt im März 1876 die Konzession zum Betrieb der "Privatirrenanstalt Kennenburg  mit heilbaren und unheilbaren Kranken" und eröffnete nach umfangreicher Renovierung im Herbst 1877 erneut. Er baut sie zu einer Anstalt für Reiche und Gebildete aus.
In dem in Weinberge eingebetteten Haupthaus gab es nach Süden gelegen die Bibliothek, Gesellschafts- und Krankenzimmer und auf der Rückseite die Personal- und Wirtschaftsräume. Zur Unterhaltung fanden Musik- und Vortragsabende statt. Überwachungsbedürftige Kranke waren in einem Nebengebäude untergebracht, dass mit dem Haupthaus durch einen Laubengang verbunden war. Außerdem gab es ein Wohnhaus für die Ärzte und ein Werkstattgebäude. Die ganze Anlage verfügte über einen großen Garten.
Berühmte Patienten waren 1876 Friedrich Mann, dessen Krankenakten erhalten geblieben sind, von 1880 bis zu seinem Tod 1894 der Kulturhistoriker Adolph Helfferich und von 1884 bis zu seinem Tod 1911 der Verleger Karl Baedeker junior. 
Zwischen 1892 und 1910 wurden keine männlichen Patienten in die Anstalt aufgenommen. Die Kennenburg wurde zur „Heilanstalt für weibliche Seelengestörte aus vermögenden und gebildeten Ständen“. Landerer nahm nur noch heilbare kranke Frauen auf und besetzte mit der Kombination aus luxuriöser Wohnumgebung und einer Therapie, eine strenge Überwachung einschloss, eine Nische im Angebot der Heilanstalten.

### Die Jahre von 1907 bis 1941
Landerers Nachfolger Reinhold Krauß, der bereits 1897 als Assistenzarzt in die Anstalt gekommen war, modernisierte die Gebäude und gründete 1910 erneut eine Männerabteilung. Er setzt sich mit der Tiefenpsychologie und der Psychotherapie auseinander und erweitert das Therapiespektrum. 1928 benennt der die Einrichtung in "Privatklinik Kennenburg" um.
Den Euthanasiemorden der Aktion T4 zur Zeit des Nationalsozialismus fielen im November 1940 neun Patienten zum Opfer. Für die sechs männlichen und drei weiblichen Ermordeten wurde im Juni 2009 eine Gedenktafel an der historischen Anstaltsmauer angebracht.
Krauß übergibt die Klinik 1940 seinem Sohn, der schon längere Zeit mit ihm zusammen gearbeitet hatte. Dieser beendete den Klinikbetrieb und verkaufte die Anlage 1941 an die Stadt Esslingen.

### Die Jahre nach 1945
Die Stadt betrieb bis 1968 dort ein Altersheim, eine Frauenklinik und ein Krankenhaus für Hals-, Nasen-, Ohren- und Augenleiden. Die alten Gebäude wurden in den Folgejahren abgerissen. Heute wird das Bild des Stadtteils von den ausgedehnten Neubauten der Aerpah-Klinik Esslingen-Kennenburg bestimmt, die zwischen 1969 und 1982 erbaut wurde. Von der ursprünglichen Anlage der Heilstätte ist nur ein Brunnen im Park erhalten geblieben.